# Pfarrkirche St. Wendelin (Aristau)

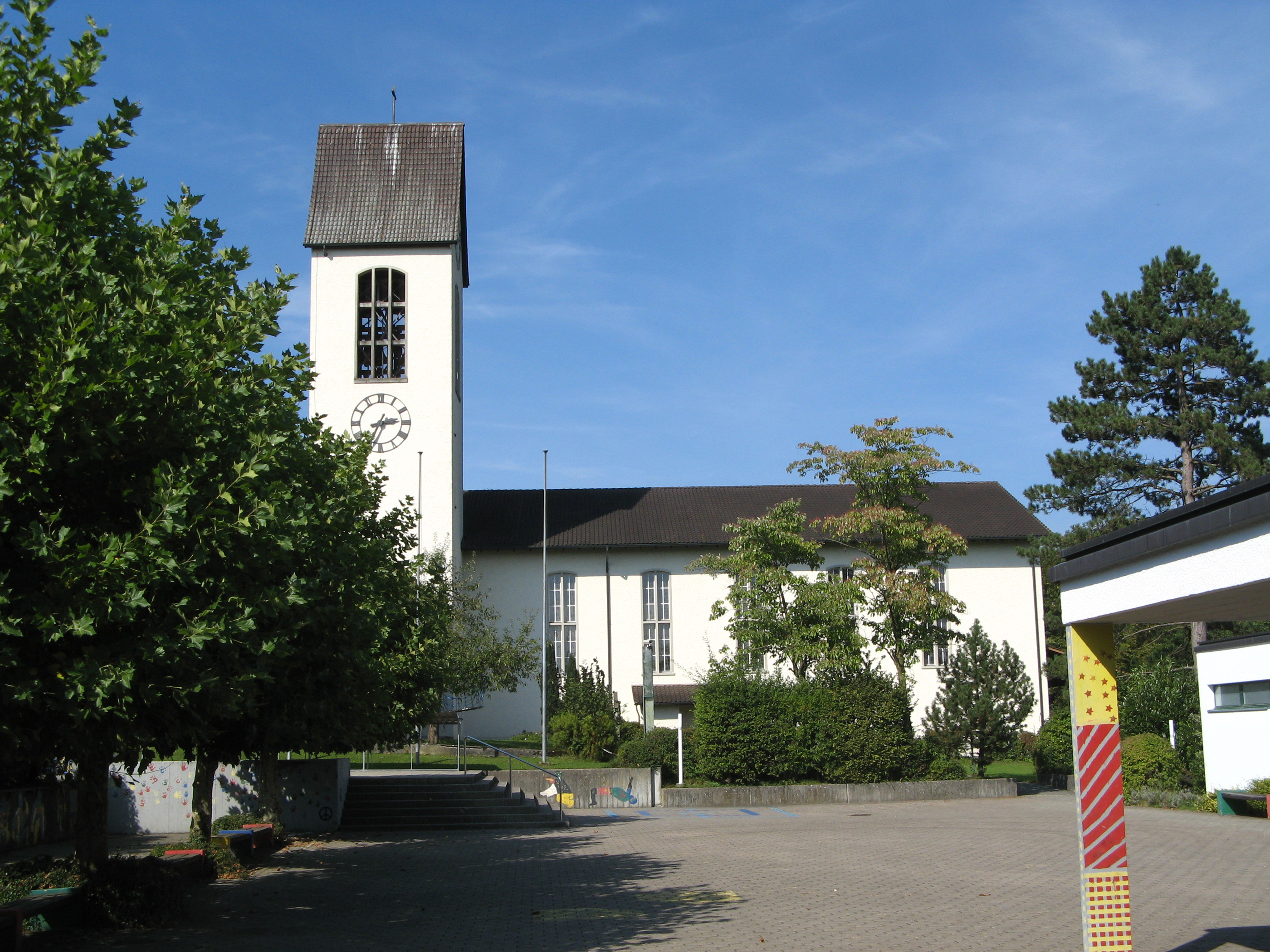
Pfarrkirche St. Wendelin

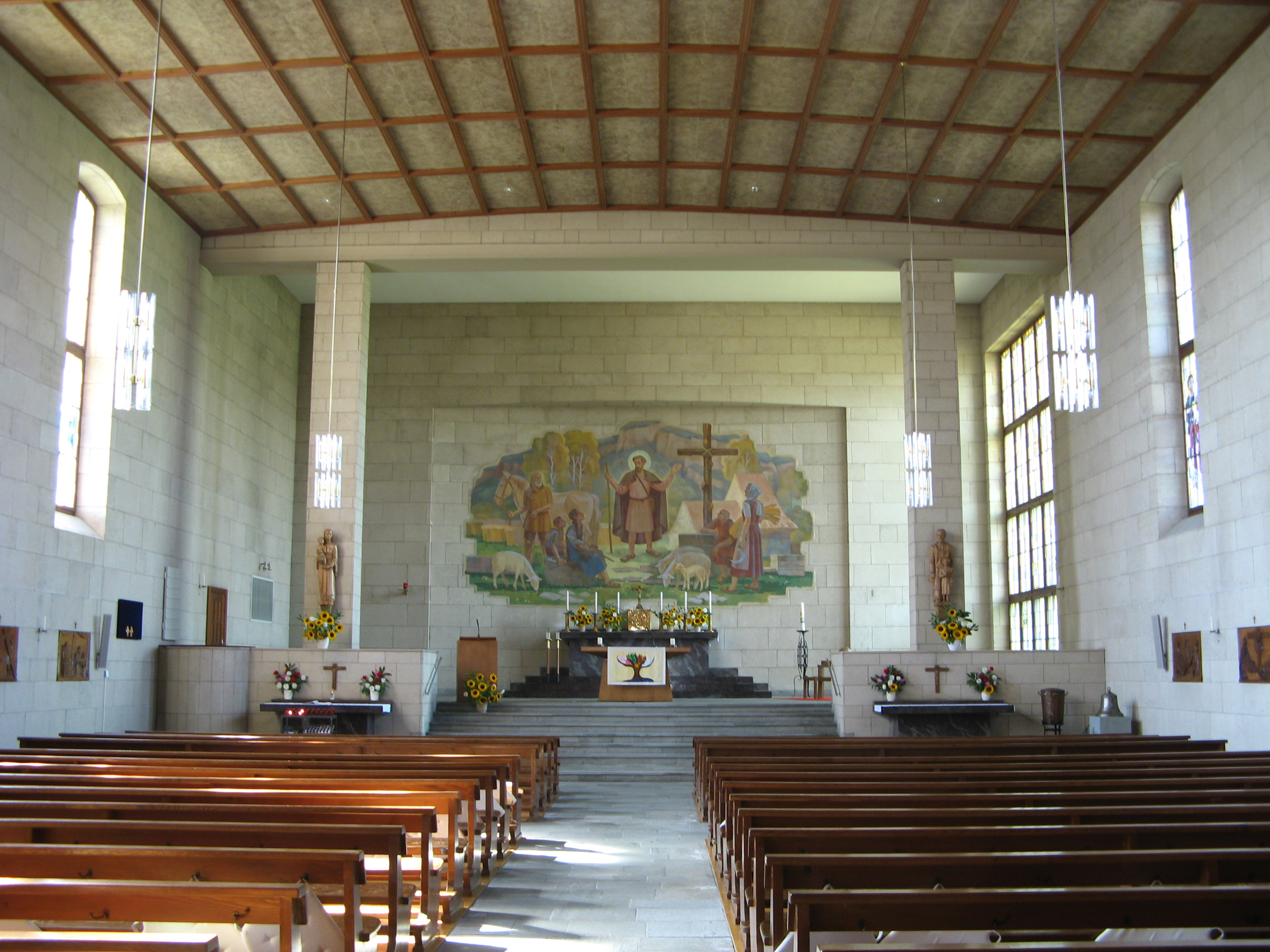
Innenansicht

Die Pfarrkirche St. Wendelin ist die römisch-katholische Pfarrkirche von Aristau im Kanton Aargau. Sie wurde 1942 erbaut und ist dem heiligen Wendelin geweiht.
Vorgängerin der Pfarrkirche war die Wendelinskapelle in der benachbarten, zur Gemeinde Aristau gehörenden Ortschaft Althäusern. Sie war nach dem Dorfbrand im Jahr 1760 errichtet worden. Wilhelm Joseph Leopold, Weihbischof von Konstanz, erhob sie 1797 gegen den Widerstand des Klosters Muri zur Messkapelle. 1942 musste die Kapelle dem Ausbau der Hauptstrasse weichen.
Ebenfalls 1942 entstand nach Plänen des Architekten Josef Oswald die Pfarrkirche, die das Patrozinium der Kapelle übernahm. Zur Finanzierung trugen einerseits Frondienste der Gemeindemitglieder bei, andererseits das Kapital aus der Klosteraufhebung im Jahr 1841. Mit einem Dekret ermöglichte der Grosse Rat des Kantons Aargau die Loslösung von der Pfarrei Muri, zu der Aristau jahrhundertelang gehört hatte. Am 11. Juli 1943 fand die Einweihung statt. 1993 erfolgte die erste grosse Renovation, 2010 wurde im rückwärtigen Raum der Kirche eine Antoniuskapelle eingerichtet.